# تقرتبة
تقرتبة (بالفارسية: تقرتپه) هي قرية تقع في غلستان في إيران. يقدر عدد سكانها بـ 1009 نسمة بحسب إحصاء 2016.